# 舍讷马克
舍讷马克（德語：Schönermark）是德国勃兰登堡州的一个市镇，隶属于上哈弗尔县。总面积为11.92平方千米，截至2020年总人口为459人。